# A. J. Dillon
Pour les articles homonymes, voir Dillon.
(en) Statistiques sur pro-football-reference
Algiers Jameal William Dillon Jr. dit A. J. Dillon et surnommé « Quadzilla » (né le 2 mai 1998 à Baltimore) est un sportif professionnel américain de football américain jouant au poste de running back dans la National Football League (NFL) depuis la saison 2020 et pour la franchise des Eagles de Philadelphie depuis la saison 2025.
Au niveau universitaire, il a joué pour les Eagles de l'université Boston College pendant trois saisons (2017-2019).
Il est ensuite sélectionné en 62e choix global lors du deuxième tour de la draft 2020 de la NFL par la franchise des Packers de Green Bay où il joue pendant quatre saisons avant de rejoindre les Eagles dès 2025.

## Palmarès
- Désigne meilleur rookie de la saison de la conférence ACC en 2017 ;
- Sélectionné dans la 3e équipe All-American en 2019 ;
- Sélectionné dans la 1re équipe de la conférence ACC en 2017, 2018 et 2019.